# Requena–Utiel
Die Comarca La Plana de Utiel-Requena ist eine der 16 Comarcas in der Provinz Valencia der Valencianischen Gemeinschaft.
Historisch gesehen war die Comarca ein Teil von Kastilien und bildete bei der Provinzaufteilung von Javier de Burgos 1833 einen Teil der Provinz Cuenca. Als solche waren ihre Bewohner traditionell spanischsprachig und nicht valencianischsprachig. Im Jahr 1851 wurde sie jedoch in die Provinz Valencia eingegliedert, aufgrund ihrer engen wirtschaftlichen Beziehungen zur Stadt Valencia. Die Comarca enthält die Weinanbauregion Utiel-Requena.
Die im Nordwesten gelegene Comarca umfasst 9 Gemeinden auf einer Fläche von 1.721,03 km².

## Gemeinden
| Gemeinde                | Einwohner (2024) | Fläche km² | Dichte Einw./km² | Cod INE | Postleitzahl |
| ----------------------- | ---------------- | ---------- | ---------------- | ------- | ------------ |
| Camporrobles            | 1.188            | 89,50      | 13               | 46080   | 46330        |
| Caudete de las Fuentes  | 720              | 34,60      | 21               | 46095   | 46315        |
| Chera                   | 491              | 49,70      | 10               | 46108   | 46350        |
| Fuenterrobles           | 695              | 49,45      | 14               | 46129   | 46314        |
| Requena                 | 20.740           | 814,21     | 25               | 46213   | 46340        |
| Sinarcas                | 1.153            | 102,46     | 11               | 46232   | 46320        |
| Utiel                   | 11.703           | 236,91     | 49               | 46249   | 46300        |
| Venta del Moro          | 1.158            | 272,59     | 4                | 46254   | 46310        |
| Villargordo del Cabriel | 594              | 71,61      | 8                | 46259   | 46317        |
| Comarca Requena–Utiel   | 38.442           | 1.721,03   | 22               | –       | –            |